# Villa Sarolta
Die Villa Sarolta (Sarolta: ungarischer weiblicher Vorname, der dem deutschen Charlotte entspricht) liegt in der Schildenstraße 2 in der Gemarkung Radebeul der sächsischen Stadt Radebeul.

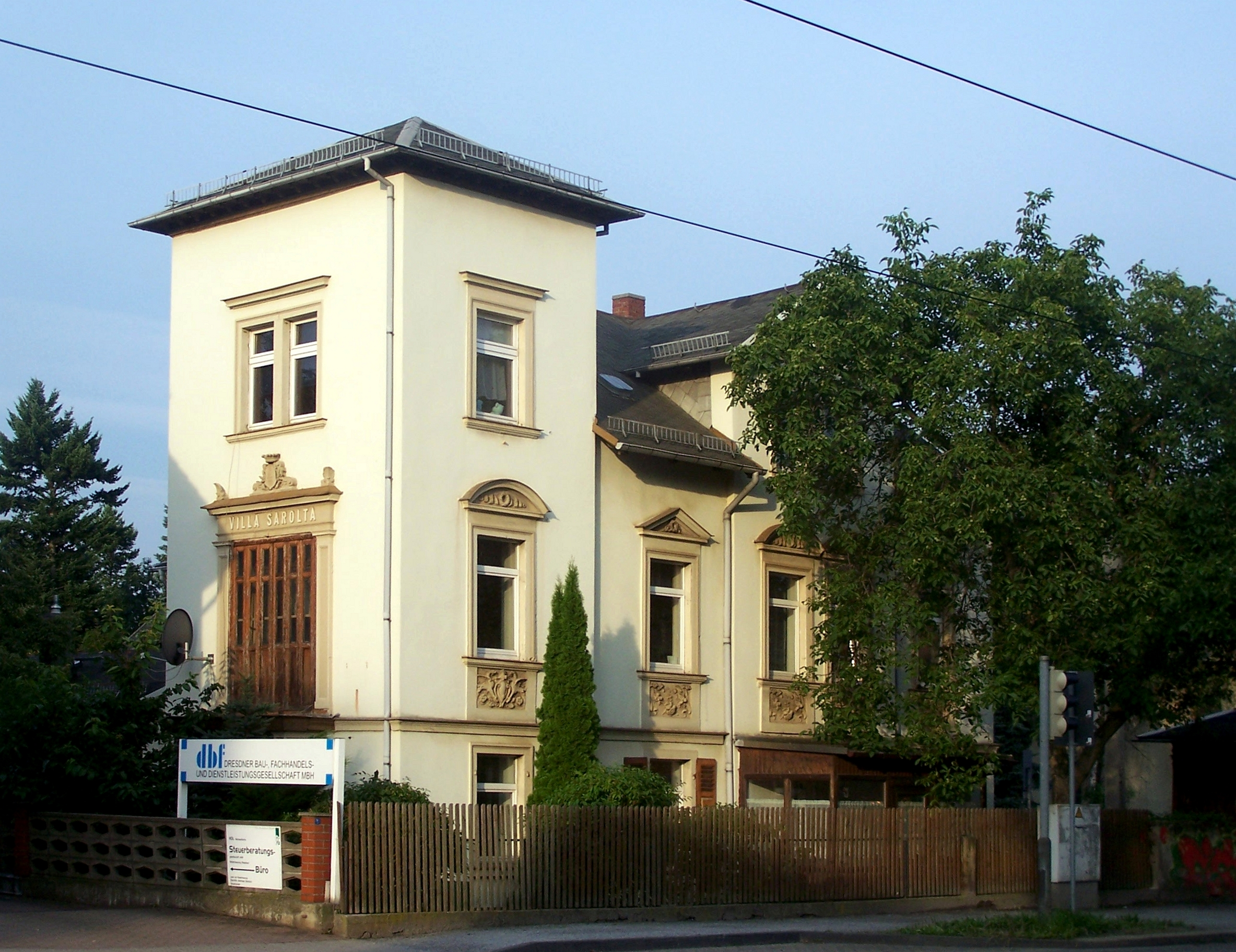
Villa Sarolta, von der Meißner Straße aus, links am Turm steht der Hausname

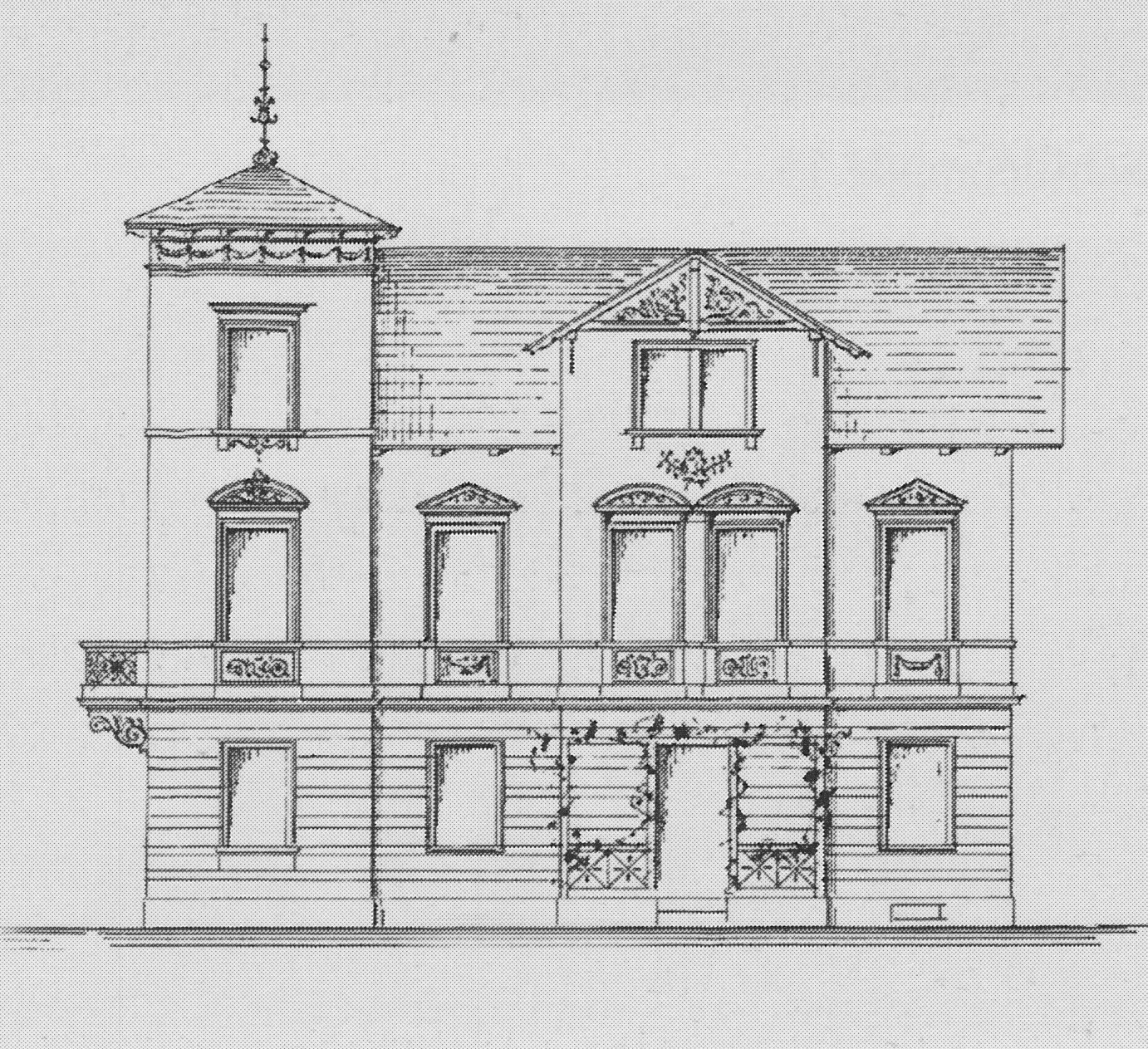
Bauzeichnung (um 1877)

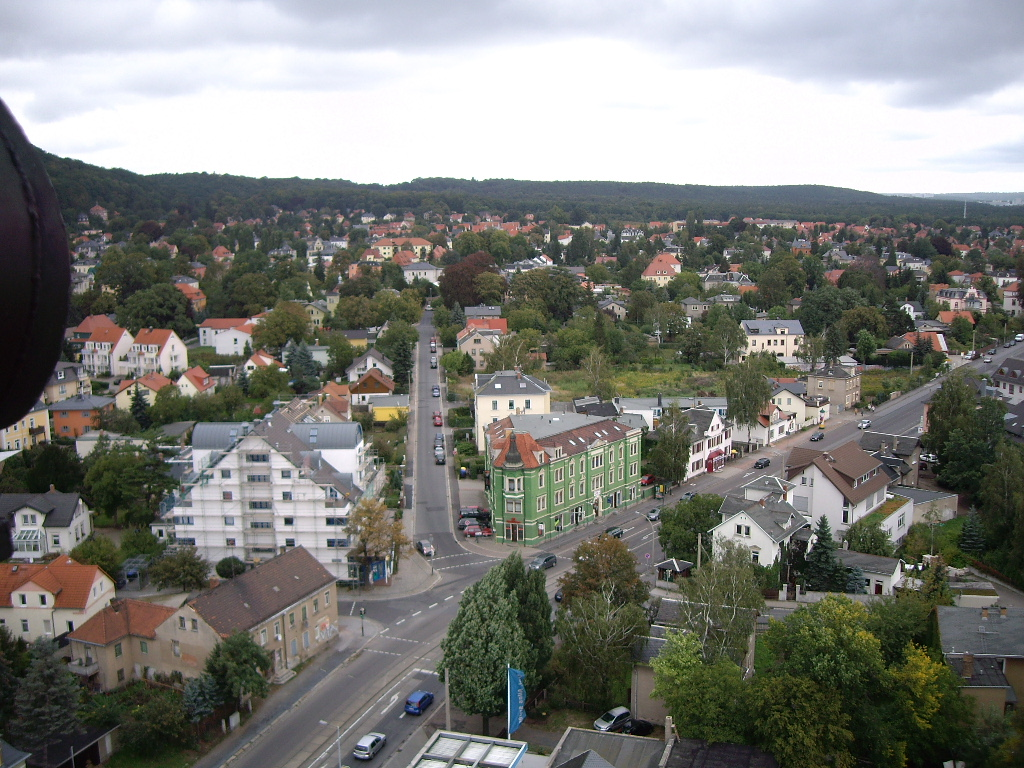
Blick vom Lutherkirchturm: Rechts und gegenüber dem grünen Eckhaus steht die Villa Sarolta

## Beschreibung
Die mit rückwärtigem Anbau, Einfriedung, Pforte und Gartenpavillon unter Denkmalschutz stehende Villa befindet sich auf einem leicht spitzwinkligen Grundstück zur Meißner Straße, die nördliche Traufseite zu dieser ausgerichtet, den dem Turm gegenüberliegenden Giebel zur Schildenstraße.  Sie ist ein zweigeschossiges Wohnhaus mit einem ehemals verschieferten Satteldach.
In der vierachsigen Straßenansicht des Hauptbaukörpers steht ein zweiachsiger, dreigeschossiger Mittelrisalit mit Sparren-Dreiecksgiebel und Zwillingsfenster. Vor dem Risalit steht eine eingeschossige Veranda. In der linken Seitenansicht schließt sich ein zur Straße hin ausgerichteter, rechteckiger Turm mit drei Etagen an, gedeckt durch ein flaches Walmdach. Auf der Gebäuderückseite befindet sich der Eingang. Auf jener Seite schließt sich auch ein schräg angebauter, niedrigerer Seitenflügel mit einem flachen Satteldach an, der zur Schildenstraße ausgerichtet ist.
Die Fassaden des verputzten, leicht reduzierten Gebäudes sind durch ein Gesims zwischen beiden Geschossen gegliedert. Die Fenster werden durch Sandsteingewände eingefasst, im Erdgeschoss von Klappläden begleitet und im Obergeschoss durch Giebel-Verdachungen geschmückt. Die dortigen Brüstungen werden in den Straßenansichten durch Stuckreliefs mit Greifen und Blattwerk verziert. Das sich ehemals auf gleicher Höhe befindliche Balkongitter in der linken Turmansicht wurde zwischenzeitlich entfernt.
Auf der Grundstücksecke zur Straßenkreuzung steht eine hölzerne Gartenlaube mit einem flachen Zeltdach und Sparrenwerk.

## Geschichte
Die Villa Sarolta wurde 1872/1873 als schlichtes zweigeschossiges Landhaus durch den Baumeister Julius Otto Schließer errichtet, der wenige Jahre später, 1877, auch den Umbau zur Villa mit Turm durchführte. Spätestens ab 1882 gehörte die Villa der Gräfin Caroline von Blanckenstein, deren Wappen sich auch heute noch auf der Ostseite des Turms finden lässt. Das wohl aus Sandstein gefertigte Wappen „ist vor die Fassade gesetzt und zeigt ein längs geriffeltes Feld mit acht Rauten in drei Zeilen (oben 2 Rauten, darunter 4, unten wieder 2), seitliche Zier (u. a. Lorbeer) und eine Grafenkrone mit neun Zacken“.